# Gran Premio Palio del Recioto 2013
Il Gran Premio Palio del Recioto 2013, cinquantaduesima edizione della corsa e valida come evento dell'UCI Europe Tour 2013 categoria 1.2U, si svolse il 2 aprile 2013 su un percorso di 143,2 km. Fu vinto dall'australiano Caleb Ewan che terminò la gara in 3h53'25", alla media di 36,758 km/h.

## Squadre partecipanti
| N.      | Cod. | Squadra                        |
| ------- | ---- | ------------------------------ |
| 2-7     |      | Petroli Firenze-Wega           |
| 10-15   |      | BMC Development Team           |
| 19-24   |      | Zalf-Euromobil-Désirée-Fior    |
| 29-36   |      | Chambéry Cyclisme Formation    |
| 37-42   |      | Team Colpack                   |
| 46-54   | SAK  | Sava                           |
| 55-60   |      | Mastromarco-Chianti Sensi      |
| 64-70   | STG  | Team Stölting                  |
| 73-80   |      | Trevigiani-Dynamon-Bottoli     |
| 82-90   | RUS  | Russia                         |
| 91-95   |      | Marchiol-Emisfero-Site         |
| 100-107 | KAZ  | Kazakistan                     |
| 109-116 |      | General Store-Zardini-Imedlago |
| 118-123 |      | Maca-Loca Scott                |
| 130-133 |      | Carmiooro-N.G.C.               |
| 136-141 | SKC  | SKC Tufo-Prostějov             |
| 146-152 |      | MG.K Vis-Norda                 |

| N.      | Cod. | Squadra                        |
| ------- | ---- | ------------------------------ |
| 155-162 | AUS  | Australia                      |
| 164-170 |      | Gavardo-Tecmor                 |
| 172-180 | TIK  | Itera-Katusha                  |
| 181-187 |      | Named-Ferroli                  |
| 191-196 | TIR  | Tirol Cycling Team             |
| 200-206 |      | Delio Gallina-Colosio-Eurofeed |
| 208-213 | LOK  | Lokosphinx                     |
| 217-224 |      | Palazzago-Fenice-Maiet         |
| 227-234 | TBJ  | Team Bergstrasse-Jenatec       |
| 235-242 | RAR  | Radenska                       |
| 244-249 | CCB  | Colorcode-Biowanze             |
| 253-258 |      | Viris Maserati                 |
| 261-267 |      | Valle Seriana-Cene             |
| 268-273 |      | Cyber Team-V.C. Breganze       |
| 274-280 |      | Veloclub Ratisbona             |
| 282-286 |      | Cicli Campagnari               |
| 287-292 | SER  | Serbia                         |

## Ordine d'arrivo (Top 10)
| Pos. | Corridore           | Squadra         | Tempo    |
| ---- | ------------------- | --------------- | -------- |
| 1    | Caleb Ewan          | Australia       | 3h53'25" |
| 2    | Silvio Herklotz     | Team Stölting   | s.t.     |
| 3    | Luka Pibernik       | Radenska        | s.t.     |
| 4    | Davide Villella     | Team Colpack    | s.t.     |
| 5    | Valerio Conti       | Mastromarco     | s.t.     |
| 6    | Simone Petilli      | Delio Gallina   | s.t.     |
| 7    | Damien Howson       | Australia       | s.t.     |
| 8    | Davide Formolo      | Petroli Firenze | s.t.     |
| 9    | Pierre Paolo Penasa | Zalf-Eurom.     | s.t.     |
| 10   | Simone Sterbini     | Palazzago       | a 25"    |